# Декалин
Декали́н, (дѐкаги́дронафтали́н, перги́дронафтали́н, бици́кло-[4.4.0]-декáн), C10H18 — органическое соединение, алициклический углеводород; бесцветная, сильно пахнущая жидкость.

## Свойства
Декалин представляет собой бесцветную жидкость с резким запахом. Нетоксичен. Неагрессивен по отношению к алюминию и нержавеющим сталям. 
Декагидронафталин слабо растворяется в воде; ограниченно растворим в уксусной кислоте, метиловом и этиловом спиртах, смешивается во всех соотношениях с эфиром и хлороформом.

## Цис-транс-изомерия

Транс- и цис-изомеры декалина

Декалин существует в цис- и транс- стереоизомерных формах, различающихся взаимным расположением циклов. Более устойчивая транс-форма имеет tkип 185,5 °C, tпл — 31,5 °C, плотность 0,87 г/см³ (20 °C); цис-форма имеет tkип 194,6 °C, tпл — 43,2 °C, плотность 0,897 г/см³ (20 °C).

## Получение
В промышленности декалин получают в виде смеси изомеров (обычно 60 % цис-декалин и 40 % транс-декалин) каталитическим гидрированием нафталина:

## Применение
Декалин — хороший растворитель многих органических соединений и полимеров. Например, декалин используется для химической модификации полибутадиенов малеиновым ангидридом.